# Saki Aibu
Saki Aibu (相武紗季?, Aibu Saki; Takarazuka, 20 giugno 1985) è un'attrice giapponese.
Ha iniziato la sua carriera nel mondo dello spettacolo nel 2003, e da allora ha svolto ruoli vari di supporto in molti dorama. Si è poi inoltre dedicata con notevole successo al doppiaggio di film d'animazione e di giochi per PlayStation, come Drakengard 2 ed Emmy Altava.

## Filmografia

### Televisione
- Oie san (NTV-YTV / 2014)
- Miss Pilot | Misu・Pairotto (Fuji TV / 2013)
- Otomesan (TV Asahi / 2013)
- Kagi no kakatta heya (2012)
- Rich Man, Poor Woman (2012)
- Kaseifu no Mita (2011)
- Rebound (serie televisiva) (2011)
- Wagaya no rekishi (2010)
- Mr. Brain (2009)
- Buzzer Beat (2009)
- Zettai kareshi - Assolutamente lui (2008)
- Tenchijin (2009)
- Triangle (serie televisiva) (2009)
- Attention Please SP (2008)
- Zettai kareshi - Assolutamente lui (2008)
- Utahime (2007)
- Ushi ni Negai wo: Love & Farm (2007)
- Attention Please SP (2007)
- Karei-naru Ichizoku (2007)
- Happy! 2 (2006)
- Regatta (2006)
- Attention Please (2006)
- Happy! (2006)
- Donmai (2005)
- Ganbatte ikimasshoi (2005)
- Gekidan Engimono Automatic (2004)
- Itoshi kimi e (2004)
- Lion Sensei (2003)
- Water Boys (2003)

### Cinema
- Kanojo wa uso o aishisugiteru (2013) - Mari (cantante)
- Hankyu Railways - A 15-Minute Miracle | Hankyu Densha (2011) - Mayumi
- Fly -Heibon na Kiseki- (2011) - Nanami Takasaki
- Neck | Nekku (2010)
- Eternal First Love | Koi Suru Napolitan - Seekai De Ichiban Oishii Aisarekata (2010)
- Golden Slumber | Goruden Suranba (2010)
- Beat Kids (2005) - Nanao
- The Taste of Tea | Cha no Aji (2004) - Hotaru

## Doppiaggio
- Drankengard 2 (2005): Eris
- Doraemon: Nobita no shin makai daibōken ~7-nin no mahō tsukai~ (2007): Miwako Mangetsu
- Il professor Layton e il richiamo dello spettro (2009): Emmy Altava
- Il professor Layton e l'eterna Diva (2009): Emmy Altava
- Il professor Layton e la maschera dei miracoli (2011): Emmy Altava
- Il professor Layton e l'eredità degli Aslant (2013): Emmy Altava